# Філіп Геллквіст
Філіп Геллквіст (швед. Philip Hellquist, нар. 21 травня 1991, Стокгольм) — шведський футболіст, півзахисник та нападник фінського клубу «КуПС».

## Клубна кар'єра
Народився 21 травня 1991 року в місті Стокгольм. Вихованець футбольної школи клубу «Юргорден», до якої потрапив у віці 5 років. Дорослу футбольну кар'єру розпочав 2008 року в основній команді того ж клубу, в якій провів 5 сезонів, взявши участь у понад 100 матчах в усіх турнірах. Також на правах оренди виступав за клуби «Васалундс ІФ» та «Ассиріска ФФ» із Супереттан

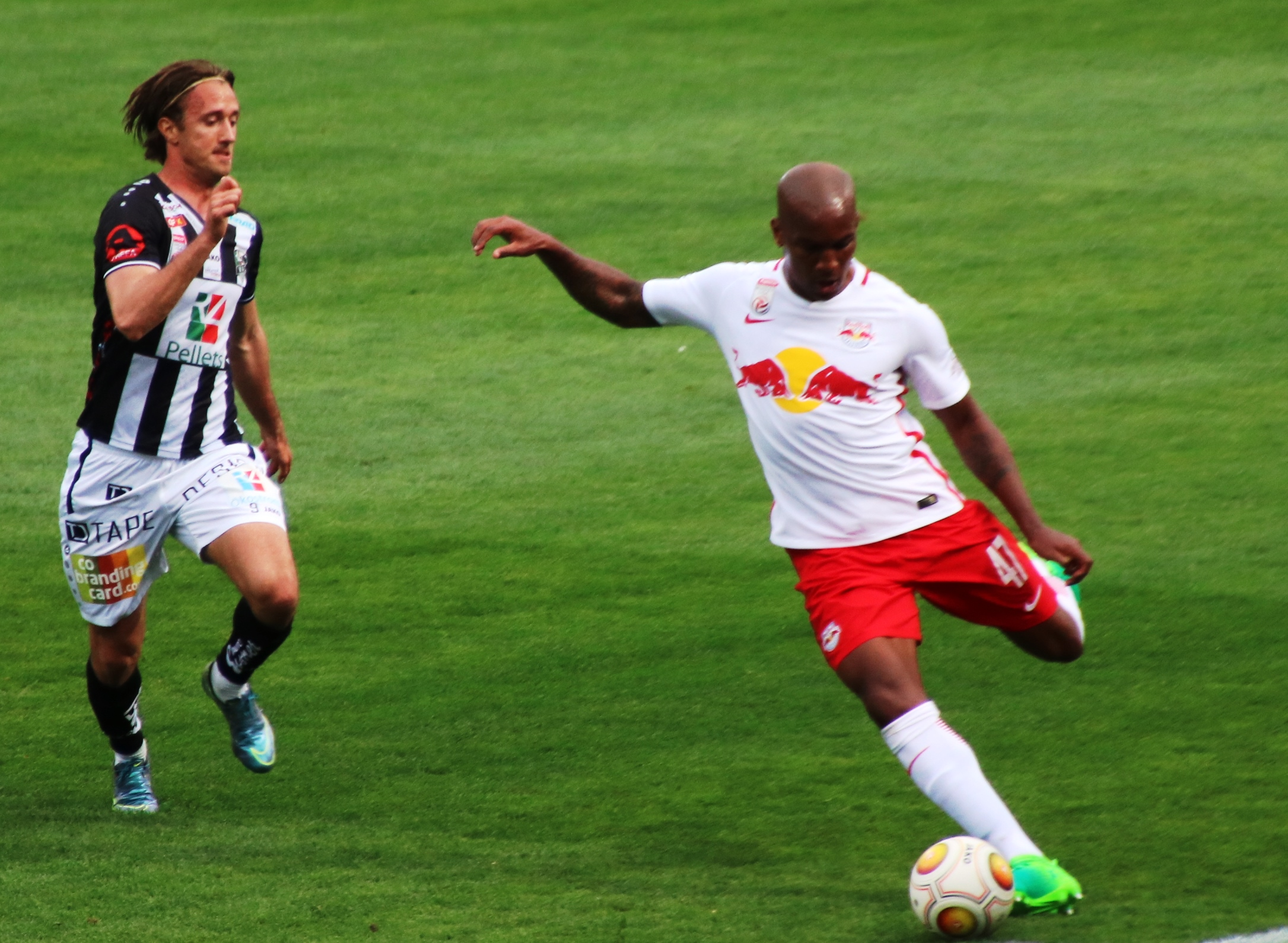
Філіп Геллквіст (ліворуч) під час виступів за «Вольфсберг». 2017 рік.

У січні 2015 року Геллквіст перейшов у австрійський «Вінер-Нойштадт», який за підсумками сезону 2014/15 посів останнє 10 місце і вилетів з Бундесліги, після чого 5 червня 2015 року Філіп перейшов в інший клуб вищого австрійського дивізіону «Вольфсберг», провівши там два роки.
9 серпня 2017 року Гелквіст повернувся на батьківщину і підписав контракт з «Кальмаром» до кінця року, а у лютому 2018 року став гравцем грецької команди «ПАС Яніна». Там, втім, заграти Філіп не зумів і вже влітку повернувся до Швеції, на цей раз у клуб «Броммапойкарна», підписавши з ним 10 червня 2018 року контракт на півтора роки. За підсумками сезону 2018 року клуб вилетів з Аллсвенскан, але гравець залишився у команді і на наступний сезон, за результатами якого клуб вилетів до третього дивізіону.
Протягом 2020 року Геллквіст захищав кольори клубу «Чунгнам Асан» з другого дивізіону Південної Кореї, а на початку 2021 року став гравцем фінського КуПСа. Вже в травні Філіп виграв свій перший трофей у кар'єрі — Кубок Фінляндії. Станом на 19 червня 2021 року відіграв за команду з Куопіо 2 матчі в національному чемпіонаті.

## Виступи за збірні
2007 року дебютував у складі юнацької збірної Швеції (U-17), загалом на юнацькому рівні взяв участь у 10 іграх, відзначившись 2 забитими голами.
2011 року залучався до складу молодіжної збірної Швеції. На молодіжному рівні зіграв у 4 офіційних матчах, забив 1 гол.

## Досягнення
- Володар Кубка Фінляндії: 2021